# Saint-Germain-lès-Arlay
Saint-Germain-lès-Arlay foi uma comuna francesa na região administrativa de Borgonha-Franco-Condado, no departamento de Jura. Estendia-se por uma área de 6,08 km². Em 2010 a comuna tinha 502 habitantes (densidade: 82,6 hab./km²).
Em 1 de janeiro de 2016, passou a formar parte da comuna de Arlay.